# 波蒂拉站
波蒂拉地铁站（芬蘭語：Puotilan metroasema），是芬兰赫爾辛基地鐵的地表隧道车站。该站为赫尔辛基东部戍卫村市区的波蒂拉和波蒂岭小区服务。
该站开通于1998年8月31日，为赫尔辛基地铁新近开通的车站之一，距离东中心站1公里、拉斯蒂拉站2公里。

## 图集

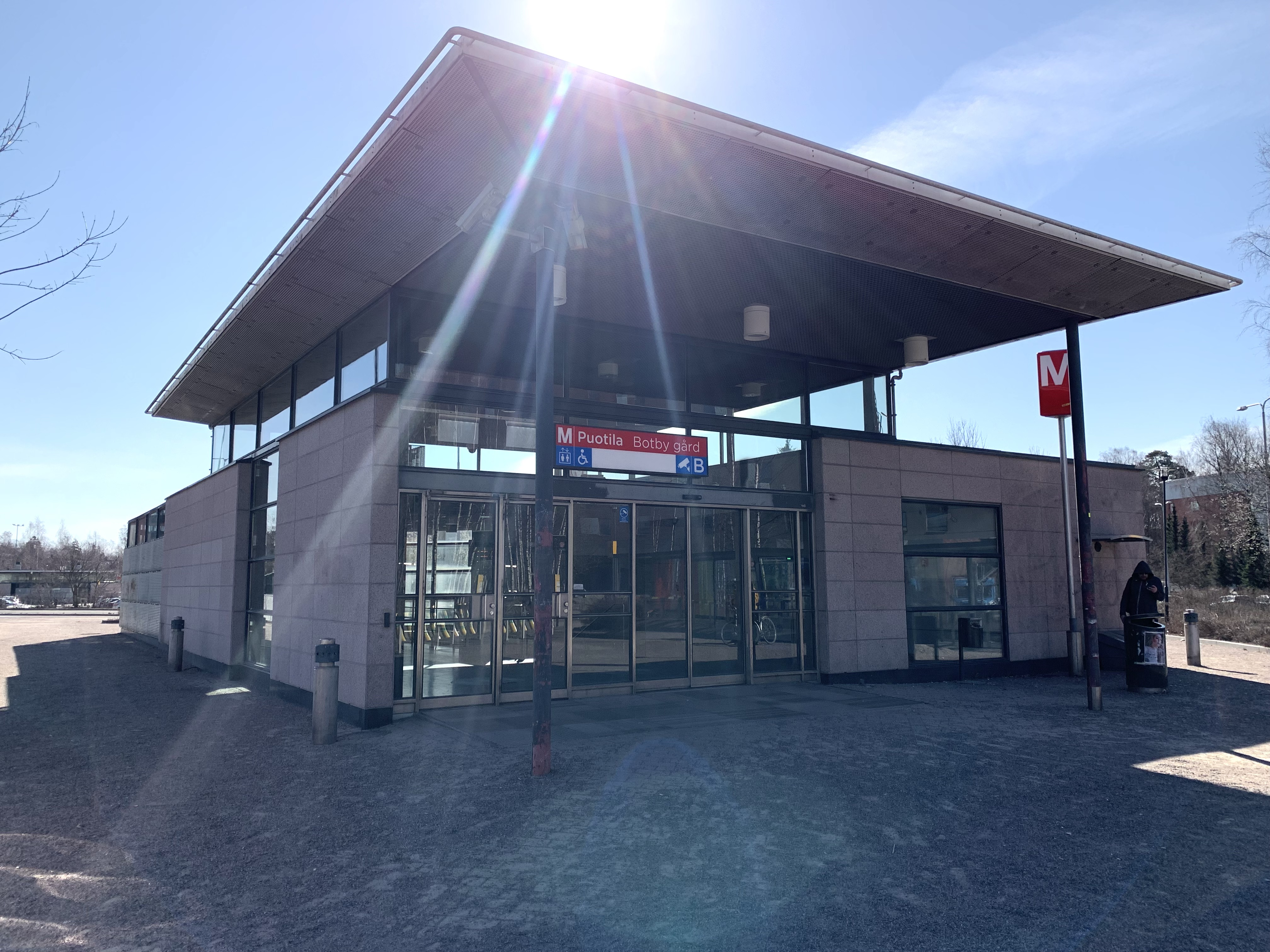
西入口
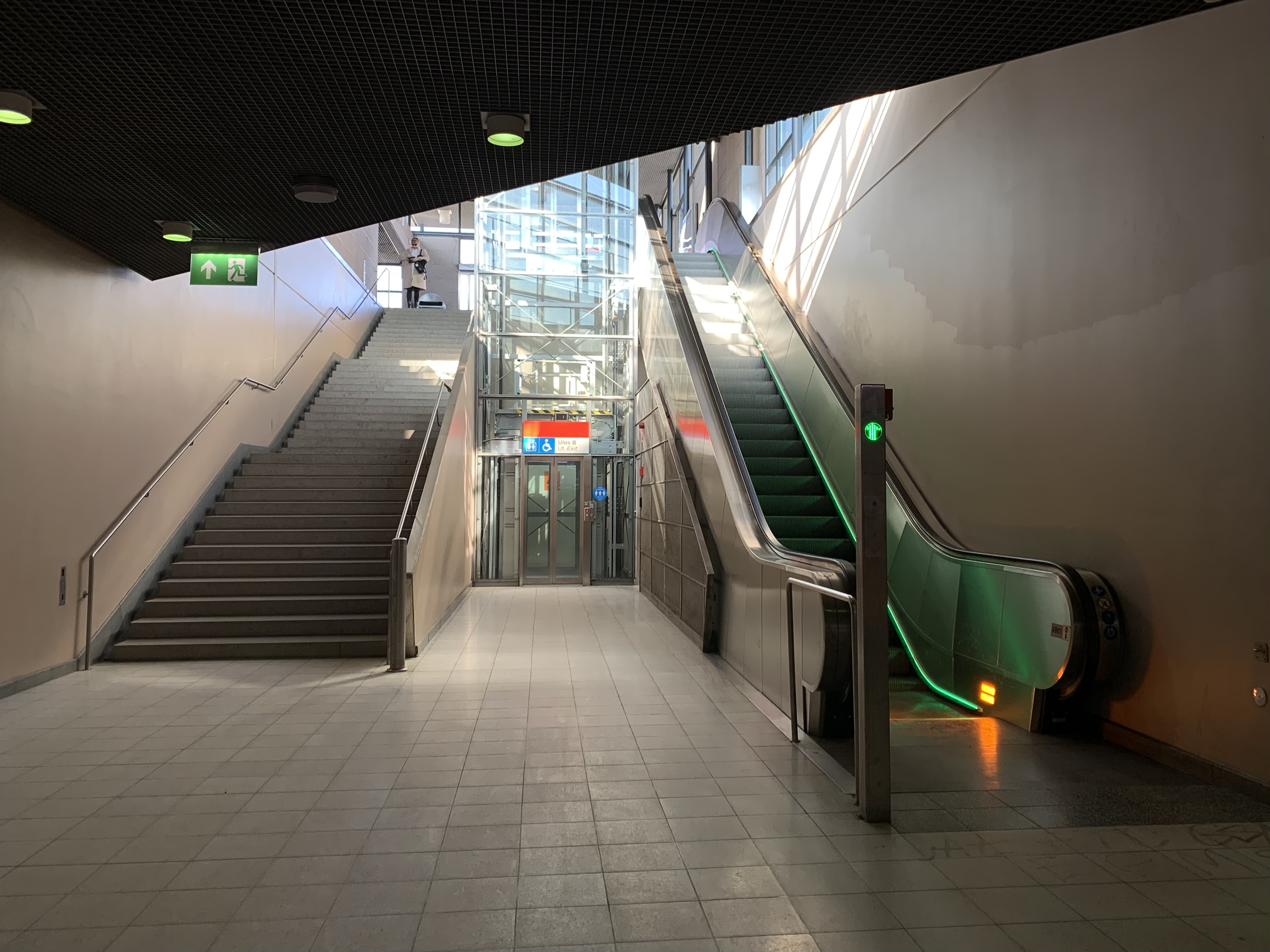
扶梯、电梯和楼梯